# 시앙스 에 비 쥐니오르
시앙스 에 비 쥐니오르(프랑스어: Science & Vie Junior)는 프랑스의 아동 대상 월간 과학잡지다. 1989년 시앙스 에 비의 아동용 스핀오프로서 창간되었다.